# Genestelle

Genestelle este o comună în departamentul Ardèche din sud-estul Franței. În 1 ianuarie 2022 avea o populație de 269 de locuitori.